# Élections générales québécoises de 1956
L'élection générale québécoise de 1956 est tenue le 20 juin 1956 afin d'élire les députés de la 25e législature à l'Assemblée législative de la province de Québec (Canada). Il s'agit de la 25e élection générale depuis la confédération canadienne de 1867. Le gouvernement sortant de l'Union nationale, dirigé par le premier ministre Maurice Duplessis, est reporté au pouvoir et forme un quatrième gouvernement majoritaire consécutif, défaisant le Parti libéral de Georges-Émile Lapalme.

## Contexte
Le 12 février 1953, le gouvernement présente une loi qui prévoit qu'il n'y aura qu'un énumérateur et non deux pour le recensement des électeurs. Cela élimine le représentant de l'opposition, ne laissant que celui du gouvernement. L'opposition libérale crie au scandale et à la mainmise de l'Union nationale sur l'ensemble du processus électoral.
Le 18 novembre 1953, le chef libéral Georges-Émile Lapalme prend son poste parlementaire de chef de l'opposition. Il avait été élu à l'Assemblée législative en juillet lors d'une élection partielle.
En mars 1954, le nombre de sièges passe de 92 à 93.
En 1954, Duplessis annonce la création d'un impôt provincial sur le revenu. Jusque-là, seul le gouvernement fédéral percevait un tel impôt.
La campagne électorale de 1956 est ponctuée de débats virulents. Duplessis utilise encore la menace du communisme pour inciter les électeurs à l'appuyer. Un candidat libéral, René Hamel, s'en prend au gouvernement : « Notre province est comparable à une caverne de voleurs, où les taxes n'ont pour but que d'engraisser les rats du parti de l'Union nationale. »

## Dates importantes
- 25 avril 1956 : émission du bref d'élection.
- 20 juin 1956 : scrutin
- 14 novembre 1956 : ouverture de la session.

## Résultats
| Union nationale | Libéral   | Indépendant |
| 72 sièges       | 20 sièges | 1 siège     |
| ^               |           |             |
| majorité        |           |             |

À l'âge de 66 ans, Maurice Duplessis remporte ce qui sera sa dernière élection générale. C'est sa cinquième victoire, dont la quatrième consécutive. Aucun autre chef politique du Québec n'a réalisé un tel exploit. En effet, depuis ce temps, aucun chef ou parti politique n'a été élu à plus de trois mandats majoritaires consécutifs.
Les libéraux perdent légèrement du terrain autant en nombre de voix qu'en nombre de sièges ; c'est la deuxième défaite consécutive de Lapalme depuis qu'il est chef du Parti libéral, et il se retirera avant la prochaine élection. Comme à l'élection précédente, aucun tiers-parti ne réussit à atteindre 1 % du vote.

### Résultats par parti politique
| Partis | Partis                      | Chef                        | Candidats | Sièges | Sièges | Voix      | Voix   | Voix |
| Partis | Partis                      | Chef                        | Candidats | 1952   | Élus   | Nb        | %      | +/-  |
| --- | --------------------------- | --------------------------- | --------- | ------ | ------ | --------- | ------ | ---- |
| | Union nationale             | Maurice Duplessis           | 93        | 68     | 72     | 956 082   | 51,8 % | -    |
| | Libéral                     | Georges-Émile Lapalme       | 92        | 23     | 20     | 828 264   | 44,9 % | -    |
| | Social démocratique         | Thérèse Casgrain            | 26        | -      | -      | 11 232    | 0,6 %  | -    |
| | Ouvrier progressiste        |                             | 32        | -      | -      | 6 517     | 0,4 %  | -    |
| | Libéral indépendant         | Libéral indépendant         | 7         | -      | -      | 4 438     | 0,2 %  | -    |
| | Union nationale indépendant | Union nationale indépendant | 10        | -      | -      | 4 108     | 0,2 %  | -    |
| | Ouvrier                     |                             | 3         | -      | -      | 1 274     | 0,1 %  | -    |
| | Union nationale ouvrier     | Union nationale ouvrier     | 1         | -      | -      | 516       | 0 %    | -    |
| | Capital familial            |                             | 1         | -      | -      | 93        | 0 %    | -    |
| | Indépendant                 | Indépendant                 | 7         | 1      | 1      | 33 205    | 1,8 %  | -    |
| Total | Total                       | Total                       | 272       | 92     | 93     | 1 845 729 | 100 %  |      |
| Le taux de participation lors de l'élection était de 78,3 % et 28 781 bulletins ont été rejetés. Il y avait 2 393 360 personnes inscrites sur la liste électorale pour l'élection. |                             |                             |           |        |        |           |        |      |

### Résultats par circonscription
- Abitibi-Est : Jacques Miquelon (Union nationale)
- Abitibi-Ouest : Alcide Courcy (Parti libéral)
- Argenteuil : William McOuat Cottingham (Union nationale)
- Arthabaska : Wilfrid Labbé (Union nationale)
- Bagot : Daniel Johnson (Union nationale)
- Beauce : Georges-Octave Poulin (Union nationale)
- Beauharnois : Edgar Hébert (Union nationale)
- Bellechasse : Alphée Poirier (Union nationale)
- Berthier : Azellus Lavallée (Union nationale)
- Bonaventure : Gérard D. Levesque (Parti libéral)
- Brome : Glendon Pettes Brown (Parti libéral)
- Chambly : Robert Théberge (Parti libéral)
- Champlain: Maurice Bellemare (Union nationale)
- Charlevoix : Arthur Leclerc (Union nationale)
- Châteauguay : Arthur Laberge (Union nationale)
- Chicoutimi : Antonio Talbot (Union nationale)
- Compton : Fabien Gagnon (Parti libéral)
- Deux-Montagnes : Paul Sauvé (Union nationale)
- Dorchester : Joseph-Damase Bégin (Union nationale)
- Drummond : Robert Bernard (Union nationale)
- Frontenac : Éloi Guillemette (Union nationale)
- Gaspé-Nord : Alphonse Couturier (Union nationale)
- Gaspé-Sud : Camille-Eugène Pouliot (Union nationale)
- Gatineau : Gérard Desjardins (Union nationale)
- Hull : Oswald Parent (Parti libéral)
- Huntingdon : Henry Allison Darby Somerville (Union nationale)
- Iberville : Yvon Thuot (Union nationale)
- Iles-de-la-Madeleine : Hormisdas Langlais (Union nationale)
- Jacques-Cartier : Charles-Aimé Kirkland (Parti libéral)
- Joliette : Antonio Barrette (Union nationale)
- Jonquière-Kénogami : Léonce Ouellet (Union nationale)
- Kamouraska : Alfred Plourde (Union nationale)
- Labelle : Albiny Paquette (Union nationale)
- Lac-Saint-Jean : Antonio Auger (Union nationale)
- L'Assomption : Victor-Stanislas Chartrand (Union nationale)
- Laval : Léopold Pouliot (Union nationale)
- Laviolette : Charles Romulus Ducharme (Union nationale)
- Lévis : Joseph-Albert Samson (Union nationale)
- L'Islet : Fernand Lizotte (Union nationale)
- Lotbinière : René Bernatchez (Union nationale)
- Maisonneuve : Lucien Tremblay (Union nationale)
- Maskinongé : Germain Caron (Union nationale)
- Matane : Onésime Gagnon (Union nationale)
- Matapédia : Clovis Gagnon (Union nationale)
- Mégantic : Tancrède Labbé (Union nationale)
- Missiquoi : Jean-Jacques Bertrand (Union nationale)
- Montcalm : Maurice Tellier (Union nationale)
- Montmagny : Antoine Rivard (Union nationale)
- Montmorency : Yves Prévost (Union nationale)
- Montréal—Jeanne-Mance : Maurice Custeau (Union nationale)
- Montréal-Laurier : Arsène Gagné (Union nationale)
- Montréal-Mercier : Gérard Thibeault (Union nationale)
- Montréal—Notre-Dame-de-Grâce : Paul Earl (Parti libéral)
- Montréal-Outremont : Georges-Émile Lapalme (Parti libéral)
- Montréal—Sainte-Anne : Frank Hanley (indépendant)
- Montréal—Sainte-Marie : Edgar Charbonneau (Union nationale)
- Montréal—Saint-Henri : Philippe Lalonde (Parti libéral)
- Montréal—Saint-Jacques : Paul Dozois (Union nationale)
- Montréal—Saint-Louis : David Rochon (Parti libéral)
- Montréal-Verdun : Lionel-Alfred Ross (Parti libéral)
- Napierville-Laprairie : Hercule Riendeau (Union nationale)
- Nicolet : Camille Roy (Union nationale)
- Papineau : Roméo Lorrain (Union nationale)
- Pontiac : Raymond-Thomas Johnston (Union nationale)
- Portneuf : Rosaire Chalifour (Union nationale)
- Québec-Centre : Maurice Cloutier (Union nationale)
- Québec (comté) : Émilien Rochette (Union nationale)
- Québec-Est : Armand Maltais (Union nationale)
- Québec-Ouest : Jean-Paul Galipeault (Parti libéral)
- Richelieu : Bernard Gagné (Union nationale)
- Richmond : Émilien Lafrance (Parti libéral)
- Rimouski : Albert Dionne (Parti libéral)
- Rivière-du-Loup : Alphonse Couturier (Parti libéral)
- Roberval : Paul-Henri Spence (Union nationale)
- Rouville : Laurent Barré (Union nationale)
- Rouyn-Noranda : Edgar Turpin (Parti libéral)
- Saguenay : Pierre Ouellet (Union nationale)
- Saint-Hyacinthe : René Saint-Pierre (Parti libéral)
- Saint-Jean : Jean-Paul Beaulieu (Union nationale)
- Saint-Maurice : René Hamel (Parti libéral)
- Saint-Sauveur : Francis Boudreau (Union nationale)
- Shefford : Armand Russell (Union nationale)
- Sherbrooke : John Samuel Bourque (Union nationale)
- Stanstead : Léon-Denis Gérin (Union nationale)
- Témiscamingue : Joseph-André Larouche (Union nationale)
- Témiscouata : Joseph-Antoine Raymond (Union nationale)
- Terrebonne : Léonard Blanchard (Union nationale)
- Trois-Rivières : Maurice Duplessis (Union nationale)
- Vaudreuil-Soulanges : Édouard Jeannotte (Union nationale)
- Verchères : Clodomir Ladouceur (Union nationale)
- Westmount—Saint-Georges : John Richard Hyde (Parti libéral)
- Wolfe : Henri Vachon (Union nationale)
- Yamaska : Antonio Élie (Union nationale)

## Sources
- Québec, Rapport sur les élections générales de 1956 et sur les élections partielles tenues pendant la vingt-quatrième législature (1952-1956), Rédempti Paradis, Imprimeur du roi, Québec, 1957, 302 p.
- Section historique du site de l'Assemblée nationale du Québec
- Jacques Lacoursière, Histoire populaire du Québec, tome 4, éditions du Septentrion, Sillery (Québec), 1997
- Élection générale 1956 — QuébecPolitique.com

- (en) Cet article est partiellement ou en totalité issu de l’article de Wikipédia en anglais intitulé « Quebec general election, 1956 » (voir la liste des auteurs).